# 不思議のダンジョン 風来のシレン2 鬼襲来!シレン城!
『不思議のダンジョン 風来のシレン2 鬼襲来!シレン城!』（ふしぎのダンジョン ふうらいのシレンツー おにしゅうらい!シレンじょう!）は、2000年9月27日にNINTENDO 64用のソフトとして任天堂より発売されたローグライクゲームであり、不思議のダンジョンシリーズのひとつ。開発はチュンソフトのほか、任天堂、クピド・フェア、クリーチャーズ、アバンが協力している。

## 概要
本作はシレンの少年時代を取り上げている。旅の途中で立ち寄った、鬼の危機にさらされている村を救うための冒険が繰り広げられる。タイトル通り、鬼から村を守るための城を築き、鬼ヶ島に攻め込んで鬼の親分を懲らしめるのが当初の目的。
目玉である仲間モンスターシステムを始め、前作より「仲間」という要素がクローズアップされている。個性的な特殊能力を持つNPCは、シレンと同様に経験値でレベルアップするようになり、エンディング後は常に拠点の村にいるため、任意に旅仲間にすることが可能。

## システム
本作の特徴的なシステムは以下の通り。
城
城の材料をダンジョンで入手、城の部品を作って持ち帰り、それを組み立てる作業を繰り返しながら、最終的に城を建てるのが目的である。
しかし、建設途中で鬼の奇襲により城の部品が壊されることがあり、純度の高い城作りが要求される。
城を完成させた後、鬼の本拠地であるダンジョン「鬼ヶ島」をクリアすることで本作のエンディングとなる。
エンディング後も、城の部品の入れ替えが可能。全ての部品を最高の素材に入れ替えると城の外観が黄金になる。
また、エンディング後のダンジョンで「城飾り」と呼ばれるアイテムを入手することで、城の外観を飾り付けできる。
腕輪について
本作から腕輪には耐久値が設定され、戦闘中何度もダメージを受けるとヒビが入ることがあり、そのまま装着し続けると壊れてしまうようになった。
対策として、戦闘中は腕輪を外す、メッキの巻物で補修する、などがある。また、ダメージは受けてもヒビは入らないような攻撃もある。
また、今作では腕輪を二つ同時に装備できるようになっている。
合成について
合成した特殊能力が、名前や特徴を示す一文字の「印」で管理されるようになった。
武器・盾に合成する特殊能力の個数に制限が加わったものの、重ねがけで効果が上がる印も存在するようになった。
また、マゼルン系のモンスターを利用することにより、剣と草・盾と巻物などのような異種合成も可能になった。
モンスター仲間システム
ダンジョン「神社の隠し穴」などで手に入る「モンスターの壷」を使ってモンスターを仲間にできる。
仲間にしたモンスターはシレンの味方となり、壷から出して敵モンスターと戦わせることができる。壷に戻せば体力および状態異常が回復する。
仲間モンスターは敵モンスターを倒すことで成長し、モンスター種族ごとに固定値で能力が上昇していく。
仲間モンスターの入った壷を「もののけ王国」という動物園のような施設に持っていくことで登録することができる。全種類のモンスターを登録してもののけ王国を完成させることが、本作のエンディング後のプレイ目的のひとつとなる。
一度登録した仲間モンスターは、敵モンスターに倒されたとしても、もののけ王国にて復活するため、何度でも仲間として連れて行くことが可能。
装備品掛け
ダンジョンから持ち帰ってきた武器や盾を、ナタネ村の倉庫の壁に掛けて展示品のようにできる。

## ダンジョン
本作も、多数のダンジョンが登場する。
シュテン山
最初のダンジョン。道中で集めた素材をもとに、山頂で城の部品を作ることができる。最終的に城を完成させるのが目的。
初級(10階)・中級(13階)・上級(15階)の3ルートがあり、難度が高いほど良い材料が手に入る。
鬼ヶ島
全25階。鬼の本拠地。城が完成した後に向かうことになる。
未識別アイテムが登場するようになり、モンスターハウスもここから初登場するなど本格的なダンジョンである。
鬼軍団を倒し、最上階で待ち受ける「鬼親分」を倒せばクリアで、本編のエンディングを迎える。
クリア後も再度鬼ヶ島に入ることが出来、オヤブンを倒すとある武器をもらえる。
神社の隠し穴
鬼ヶ島クリア後に行けるようになる。階層は無限。クリア条件は無く、99階以降は無限ループとなる。
本作の目玉であるモンスター仲間システムが初登場。モンスターの壷以外の道具は持ち込み不可能で、落ちているアイテムも限られている。
ただし、最初から「モンスターの壺」と「持ち帰りの巻物」を持っているため、いつでも脱出可能。
仲間にしたモンスターも持ち込めるので、出入りしながら仲間を増やし、少しずつ進んでいくことになる。
神社の隠し穴の60F以降でしか捕まえられないモンスターがいるため、もののけ王国完成のためにはこのダンジョンの深層に挑む必要がある。
裏・神社の隠し穴
もののけ王国が完成するといつの間にか入れるようになっている。
基本的なシステムは神社の隠し穴同様だが、一切のアイテムが持ち込めない制限がある。
また、敵モンスターが味方モンスターを倒すとレベルアップするようになっている。
中腹の井戸
鬼ヶ島クリア後、ある条件を満たすことで出現するダンジョン。
シリーズ恒例の「罠ダンジョン」である。今作では罠を拾うことが出来、一度だけ再設置が可能。罠は発動後に一定確率で壊れて消滅してしまうこともある。
このダンジョンでは経験値システムが特殊で、モンスターを罠にかけるだけで経験値が4分の3入り、罠でモンスターを倒すと本来の経験値分が手に入る。ただし、レベルが上がってもシレン自身の攻撃力はほとんど増えない。おまけに、罠以外で敵を倒した場合、経験値が4分の1しか手に入らない。
武器はつるはしのみで、防具も実質的に存在せず、罠とアイテムを駆使して進まなければならない。
10階以降に落ちている「ワナ師の腕輪」を拾えばクリアとなるが、拾わずに無視して進み続けることも可能。
50階～55階に存在する黄金の間の宝箱からは必ず「カラクロイドの盾」を入手できる。「罠にかからなくなる」効果を持つこの盾はここでしか手に入らない。
あかずの間
鬼ヶ島クリア後、ある条件を満たすことで出現するダンジョン。道具を持ち込めるが、出現するモンスターも非常に強力。
シュテン村の5人の子供を助けることが目的であり、20Fから60Fまで、10Fごとに1人子供がいる。子供を見つけて話しかけるたびに、自動的にダンジョンの外へ出ることができる（そのためこのダンジョンには最低でも5回は行かなければならない）。
神社の隠し穴や中腹の井戸と同様に階層は無限であり、子供5人を助けた後も深層に進み続けることが可能。
最果てへの道
全99階。中腹の井戸で「ワナ師の腕輪」を持ち帰った後に行けるようになる、最終ダンジョン。
アイテム持込不可・仲間キャラクター同伴不可で、ほとんどのアイテムが未識別状態。クリアすれば「鬼の楽園」と言われる場所にたどり着く。
黄金の間
他のダンジョン（シュテン山道上級、鬼ヶ島、中腹の井戸、あかずの間、最果てへの道）の中に登場する隠しダンジョン。
ここへ行くための特別な階段（黄金階段）は壁の中に隠されているため、普通に見つけることはできず、壁を破壊する何らかの手段が必要。
黄金の間の中には、レアアイテムが多数存在する一方で、登場する敵は強力であり、食料系アイテムが一切出現しないなど難易度は高い。
3～5階までの短いダンジョンとなっており、最後のフロアにはさらに貴重なアイテムが入った宝箱が存在する。
場所によって出現アイテムの種類は異なるが、ここでしか手に入らない装備品などが多く、装備品掛けを完成させる場合は必ず立ち寄る必要がある。

## 登場人物
ヒマキチ
ひまガッパ種のモンスター。当初はナタネ村の神社に入り浸って騒ぎの種になっていたが、
シレンたちが鬼と闘っていることに興味を持ち、暇つぶしのために加担する。
アイテムを投げて攻撃ができ、矢や大砲などの攻撃に対しては受け止めて投げ返すこともできる。
また、シレンがヒマキチに特定の草を投げると、その草を飲んで使用できる。
リク
ナタネ村に住む少年。内向的な性格だったが、シレンと出会うことによって成長していく。物語後半からシレンはリクの三度笠を着用する。
能力値はきわめて低いが、パチンコを使った遠距離攻撃ができる。ダメージは固定で、リクのレベルに応じて変化する。
キララ
鬼一族の首領で、オヤブンの娘。おてんばな性格。ワナにかかって動けなくなったところをシレンに助けられ、一目惚れする。その後はリクとも仲良くなり、鬼一族と人間たちのあり方について考えていく。
前方に炎を吐いて攻撃することができる。ダメージは固定で、キララのレベルに応じて変化する。また、彼女は炎の攻撃でダメージを受けることがない。鬼族全般の特徴として長時間月光にさらされると体調を崩す。
むみゅうのおばさん
ナタネ村のうどん屋「むみゅう」にいるおばさん。子供であるシレンを居候させる。うどんの美味しさの秘密はマムルに踏ませてこしを出すからである。
サスミ
リクの姉。美人でありナタネ村のアイドル的存在。弟思い。
ムチゴロウ
モンスターでいっぱいの「もののけ王国」を作るのが夢だが、自身が風来人ではなくモンスターを捕まえられないため、シレンに頼み込む。
せっしゅう
ナタネ村の住人。シレンにいろいろアドバイスを行う。城完成後は城の飾りの取り外しをする。
ガラハ
鬼ヶ島に住む鬼族のナンバー2である青年で、長身の青鬼。軍団の指揮力や悪知恵など能力自体は優秀だが、度量が小さく身勝手な性格のため、部下の鬼からの信頼は非常に薄い。キララに好意を抱いているが、自身の性格もあって好かれておらず、シレンを逆恨みする。だが根っからの悪党ではなく、シレンを狙った罠で誤ってリクを殺害した（と思われた）際には自棄酒を飲んで荒れ、リクの無事が判明した際は素直に喜ぶ。
ボス敵としてのガラハは「ボス系」の項目を参照。
オヤブン
キララの父親である鬼族の頭首で、巨大な赤鬼。強さもさることながら、非常に豪胆で度量の大きい名前どおりの親分肌で、ガラハを除く鬼たちやキララからは絶大な信頼を得ている。キララが惚れたのが敵であるシレンと知り、そのシレンに敗北した際も恨み言を言わないどころか「娘が惚れただけある」と人物・実力ともに好意的に見て、素直に負けを認める。
アメンジャ
一度倒してもエンディングを見るまでは何度も出現する。
女王グモ
シュテン山上級15階に出現する。手下のヨロイグモを3体召喚する特技を持つ。
ヨロイグモを倒していてもきりがないので、女王グモ本体を狙って攻撃すればよい。
上級を上り詰めたことに対する余興のようなものであり、エンディングを見るまでは15階に到達するたびに出現する。
エンディング後は出現しなくなるが、神社の隠し穴60階以降に出現するので、もののけ王国完成のためには捕獲しに行く必要がある。
仲間にすると120まで成長し、ヨロイグモ召喚の能力も持っている最強の仲間モンスター。
ガラハ
鬼族の若頭で、鬼ヶ島16階に出現する中ボス。多数の鬼族に指揮をとり、軍団を率いてシレンを攻撃する。
軍団を全滅させなくても、ガラハを倒せば勝利となる。2度目以降に鬼ヶ島に来ても再度戦うはめになる。
武器が刀なので、水がめの水をかけると攻撃力が下がる。ガラハ自身は特殊能力を持っておらず、大して強くない。
オヤブン
鬼族の頭。鬼ヶ島25階にいるボスで、オヤブンを倒せば本編クリアとなる。
オヤブンとの対決は常に1対1なので、アスカなどの旅仲間の援護はない。クリア後は、モンスターの壺で仲間モンスターに戦わせることができる。
そこそこの攻撃力を持ち、さらに地響きを起こしてシレンを転ばせる、10ダメージ与えて壁に当たるまで吹き飛ばす、直線上に飛んで当たると横1列に火柱が広がるダメージ20の炎を吐く、といった特技を使う。また、杖などで鈍足などにしても攻撃すると気合で状態異常を回復される。
他の鬼族と同様、雷によるダメージは無効。さらに、炎によるダメージも無効。それは娘であるキララも同じことである。
エンディング後も鬼ヶ島に来るたびに対決でき、勝つと「三日月刀」がもらえる。